# Coupe d'Europe des vainqueurs de coupe de football 1968-1969
Navigation
Coupe des coupes 1967-1968 Coupe des coupes 1969-1970
La Coupe d'Europe des vainqueurs de coupe 1968-1969 voit le sacre du Slovan Bratislava qui bat le FC Barcelone en finale.
Pour la première fois dans l'histoire des compétitions européennes, un pays d'Europe de l'Est remporte un trophée. C'est l'attaquant du FC Cologne Carl-Heinz Rühl, avec 6 réalisations, qui termine meilleur buteur de l'épreuve. À noter que le tenant du titre, le Milan AC, ne prend pas part à la Coupe des Coupes, du fait de son titre de champion d'Italie obtenu la saison précédente, qui le qualifie pour la Coupe des clubs champions. Deux pays engagent pour la première fois un représentant dans la compétition : la Suède et l'Albanie. A contrario, il n'y a pas de club finlandais inscrit pour cette édition.
Le premier tour a été marqué par les événements de 1968 avec l'invasion des forces du Pacte de Varsovie en Tchécoslovaquie. En protestation, les équipes d'Europe occidentales qui devaient rencontrer des formations des pays membres du Pacte de Varsovie refusent de se rendre en Europe de l'Est. L'UEFA décide de faire un nouveau tirage au sort, ce qui entraîne le forfait des équipes des pays membres du Pacte de Varsovie (à l'exception de l'équipe albanaise, puisque l'Albanie a quitté le pacte en septembre 1968 et de la Roumanie) qui désiraient conserver le tirage au sort initial. À cause de ces forfaits, 2 équipes sont exemptées de huitièmes de finale et se qualifient directement pour les quarts : le Torino et le FC Barcelone.

## Seizièmes de finale
| Équipe 1                 | Résultat          | Équipe 2             | Aller  | Retour |
| ------------------------ | ----------------- | -------------------- | ------ | ------ |
| Dunfermline Athletic     | 12 - 1            | APOEL Nicosie        | 10 - 1 | 2 - 0  |
| FC Bruges                | 3 - 3             | West Bromwich Albion | 3 - 1e | 0 - 2  |
| KF Partizan Tirana       | 2 - 3             | Torino Calcio        | 1 - 0  | 1 - 3  |
| Olympiakos Le Pirée      | 4 - 0             | KR Reykjavik         | 2 - 0  | 2 - 0  |
| Dinamo Bucarest          | Q. - forfait      | Rába ETO Győr        | -      | -      |
| FK Spartak Sofia         | forfait - forfait | 1. FC Union Berlin   | -      | -      |
| Cardiff City             | 3 - 4             | FC Porto             | 2 - 2  | 1 - 2  |
| Slovan Bratislava        | 3 - 2             | FK Bor               | 3 - 0  | 0 - 2  |
| ADO La Haye              | 6 - 1             | Grazer AK            | 4 - 1  | 2 - 0  |
| FC Girondins de Bordeaux | 2 - 4             | 1. FC Cologne        | 2 - 1  | 0 - 3  |
| US Rumelange             | 2 - 2             | Sliema Wanderers FC  | 2 - 1e | 0 - 1  |
| FC Lugano                | 0 - 4             | FC Barcelone         | 0 - 1  | 0 - 3  |
| Górnik Zabrze            | forfait - forfait | Dinamo Moscou        | -      | -      |
| Altay SK                 | 4 - 5             | FK Lyn Oslo          | 3 - 1  | 1 - 4  |
| Randers FC               | 3 - 1             | Shamrock Rovers      | 1 - 0  | 2 - 1  |
| Crusaders FC             | 3 - 6             | IFK Norrköping       | 2 - 2  | 1 - 4  |

## Huitièmes de finale
| Équipe 1             | Résultat | Équipe 2             | Aller | Retour |
| -------------------- | -------- | -------------------- | ----- | ------ |
| Dinamo Bucarest      | 1 - 5    | West Bromwich Albion | 1 - 1 | 0 - 4  |
| FC Porto             | 1 - 4    | Slovan Bratislava    | 1 - 0 | 0 - 4  |
| ADO La Haye          | 0 - 4    | 1. FC Cologne        | 0 - 1 | 0 - 3  |
| Dunfermline Athletic | 4 - 3    | Olympiakos Le Pirée  | 4 - 0 | 0 - 3  |
| Torino Calcio        | exempt   | vs forfait           | -     | -      |
| Randers FC           | 8 - 0    | Sliema Wanderers FC  | 6 - 0 | 2 - 0  |
| FC Barcelone         | exempt   | vs forfait           | -     | -      |
| FK Lyn Oslo          | 4 - 3    | IFK Norrköping       | 2 - 0 | 2 - 3  |

## Quarts de finale
| Équipe 1             | Résultat | Équipe 2             | Aller | Retour |
| -------------------- | -------- | -------------------- | ----- | ------ |
| Torino Calcio        | 1 - 3    | Slovan Bratislava    | 0 - 1 | 1 - 2  |
| Dunfermline Athletic | 1 - 0    | West Bromwich Albion | 0 - 0 | 1 - 0  |
| 1. FC Cologne        | 5 - 1    | Randers FC           | 2 - 1 | 3 - 0  |
| FC Barcelone         | 5 - 4    | FK Lyn Oslo          | 3 - 2 | 2 - 2  |

## Demi-finales
| Équipe 1             | Résultat | Équipe 2          | Aller | Retour |
| -------------------- | -------- | ----------------- | ----- | ------ |
| Dunfermline Athletic | 1 - 2    | Slovan Bratislava | 1 - 1 | 0 - 1  |
| 1. FC Cologne        | 3 - 6    | FC Barcelone      | 2 - 2 | 1 - 4  |

## Finale
| Équipe 1          | Résultat | Équipe 2     |
| ----------------- | -------- | ------------ |
| Slovan Bratislava | 3 - 2    | FC Barcelone |